# Gaffelben

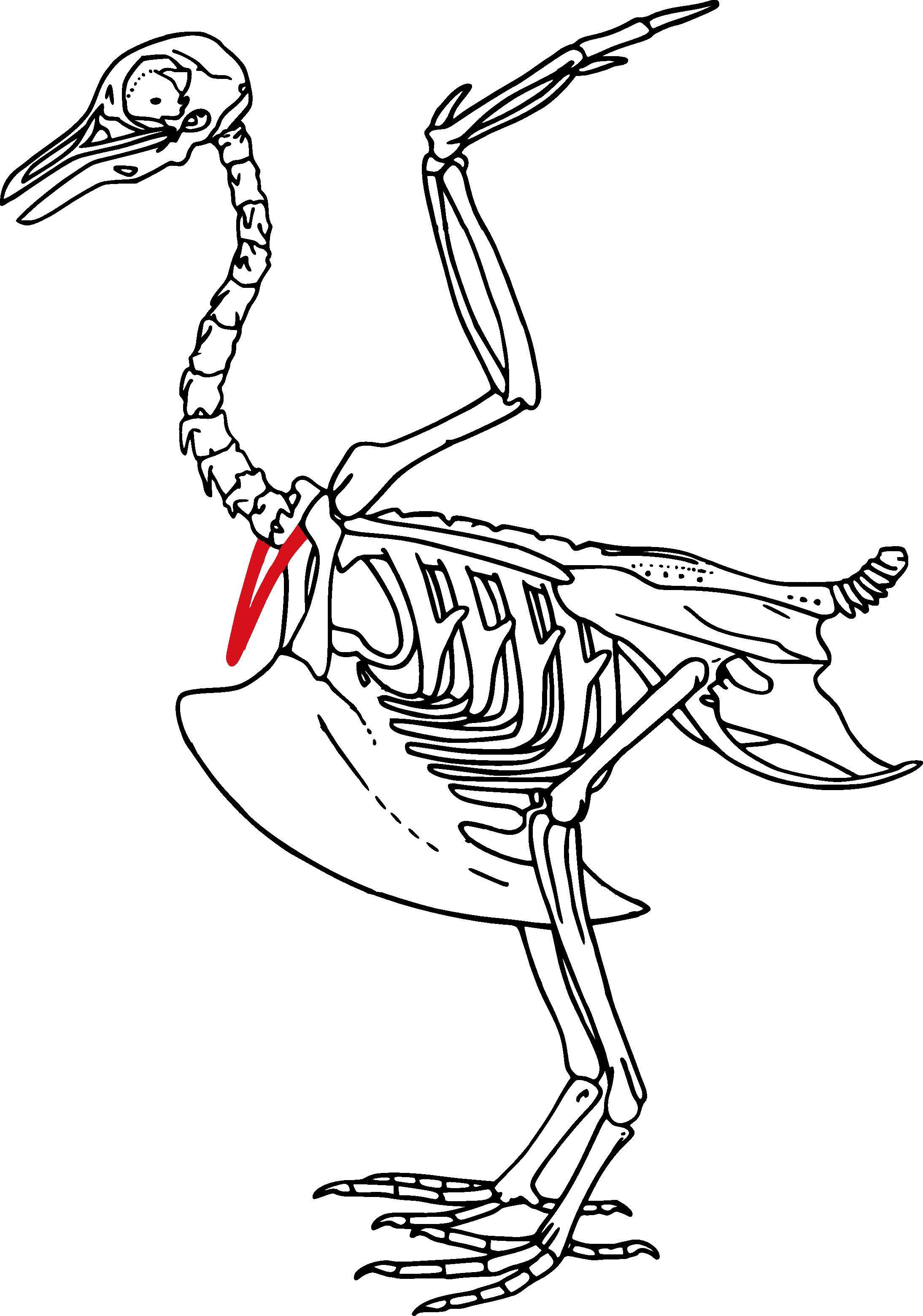
Gaffelbenet utmärkt på ett fågelskelett.

Gaffelben, önskeben eller furcula är ett Y-format nyckelben som återfinns hos fåglar. Det utgör fästpunkt för vingmuskler, och motsvarar om man jämför med mänsklig anatomi två hopvuxna nyckelben.
Namnet önskeben kommer sig av en tradition där två personer drar i varsin ända av ett önskeben, och den som får den största biten när benet bryts sägs få sin önskan uppfylld. Namnet och tradition är särskilt förekommande i engelsktalande länder ("wishbone").